# سي جي واتسون
سي جي واتسون (بالإنجليزية: C. J. Watson)‏ مواليد 17 أبريل 1984، هو لاعب كرة سلة أمريكي يلعب مع فريق إنديانا بايسرز في الرابطة الوطنية لكرة السلة ويحمل الرقم 32. يبلغ طوله 6 قدم 2 بوصة (1.9 م).

## فرق لعب لها
- غولدن ستايت ووريورز
- شيكاغو بولز
- بروكلين نتس
- إنديانا بايسرز

## روابط خارجية
- سي جي واتسون على موقع الاتحاد الدولي لكرة السلة (الإنجليزية)
- سي جي واتسون على موقع إن بي أي (الإنجليزية)
- سي جي واتسون على موقع سبورتس رفرنس (الإنجليزية)
- سي جي واتسون على موقع كرة السلة الأوروبية.كوم (الإنجليزية)
- سي جي واتسون على موقع كلية كرة السلة في سبورتس رفرنس.كوم (الإنجليزية)
- سي جي واتسون على موقع ريلجم (الإنجليزية)
- سي جي واتسون على موقع بروبوليرز (الإنجليزية)
- سي جي واتسون على موقع سبورتس رفرنس (الإنجليزية)
- سي جي واتسون على موقع سبورتس رفرنس (الإنجليزية)